# Haysi Fantayzee
Haysi Fantayzee war eine britische Band, welche Anfang der 1980er Jahre im Windschatten von Culture Club in der New-Romantic-Musikszene bekannt wurde. Wie auch andere sogenannte One-Hit-Wonder hatten sie einen großen Hit, veröffentlichten noch mehrere Singles und verschwanden danach vollkommen von der Bildfläche.

## Geschichte
Die Band gründeten Paul Caplin, der vormals bei der Band Animal Magnet sang, sowie Jeremiah Healy und Kate Garner, die aufgrund ihres auffälligen Auftretens die Aufmerksamkeit auf sich zogen. Bunte Leggins, lange Dreadlocks, auffällige Hüte und weite Hemden gehörten zum Bekleidungsrepertoire von Jeremiah Healy und Kate Garner. Ihr Auftreten erinnerte an den Sänger und DJ Boy George. Hinzu kamen der Bassist Alfie Agius, der Violinist Bobby Valentino und der Saxophonist Simon Henry sowie die beiden Gitarristen Mick und Kate Green.
Haysi Fantayzee hatten ihren Durchbruch 1982 mit dem Song John Wayne Is Big Leggy und der darauf folgenden Single Shiny Shiny, die beide international in die Charts einstiegen. Das zugehörige Album Battle Hymns for Children Singing konnte keine weiteren Hits bieten und blieb auch das einzige Album der Band. Da das Album den Erfolg nicht weiterführen konnte, zerfiel die Band. Jeremiah Healy arbeitete danach als progressiver Trance-DJ. Kate Garner brachte einige Soloplatten heraus und wurde anschließend eine erfolgreiche Fotografin. Alfie Agius trat der Band The Fixx bei.

## Diskografie

### Alben
- 1983: Battle Hymns for Children Singing

### Singles
- 1982: John Wayne Is Big Leggy
- 1982: Holy Joe
- 1982: Shiny Shiny
- 1983: Sister Friction
- 1983: In the Mix (Flexi-Single als Werbung)
- 1983: Chizoola